# WTA de Charleston 1 de 2021
O WTA de Charleston 1 de 2021 foi um torneio de tênis feminino disputado em quadras de saibro verde na cidade de Charleston, Carolina do Sul, nos Estados Unidos. Esta foi a 48ª edição. 

## Simples

### Cabeças de chave
| Cabeça | Ranking1 | Jogadora             |
| ------ | -------- | -------------------- |
| 1      | 1        | Ashleigh Barty       |
| 2      | 4        | Sofia Kenin          |
| 3      | 10       | Petra Kvitová        |
| 4      | 11       | Kiki Bertens         |
| 5      | 12       | Belinda Bencic       |
| 6      | 13       | Garbiñe Muguruza     |
| 7      | 17       | Elise Mertens        |
| 8      | 19       | Madison Keys         |
| 9      | 21       | Markéta Vondroušová  |
| 10     | 24       | Elena Rybakina       |
| 11     | 28       | Ons Jabeur           |
| 12     | 31       | Amanda Anisimova     |
| 13     | 33       | Yulia Putintseva     |
| 14     | 36       | Coco Gauff           |
| 15     | 37       | Veronika Kudermetova |
| 16     | 43       | Zhang Shuai          |
| 17     | 47       | Marie Bouzková       |

- 1 Rankings de 22 de março de 2021.[1]

### Outras entradas
As seguintes jogadoras receberam convites para a chave principal:
- Hailey Baptiste
- Belinda Bencic
- Petra Kvitová
- Emma Navarro
- Markéta Vondroušová

As seguintes jogadoras entraram na chave principal usando ranking protegido:
- Andrea Petkovic
- Anastasia Potapova
- Yaroslava Shvedova

As seguintes jogadoras entram na chave principal passando pelo qualificatório:
- Magdalena Fręch
- Desirae Krawczyk
- Grace Min
- Asia Muhammad
- Kurumi Nara
- Storm Sanders
- Gabriela Talabă
- Natalia Vikhlyantseva

As seguintes jogadoras entraram na chave principal como lucky losers:
- Harriet Dart
- Caroline Dolehide
- Whitney Osuigwe
- Wang Xinyu

### Desistências
Antes do torneio
- Irina-Camelia Begu → substituída por  Leylah Fernandez
- Kiki Bertens → substituída por  Wang Xinyu
- Anna Blinkova → substituída por  Tímea Babos
- Danielle Collins → substituída por  Martina Trevisan
- Fiona Ferro → substituída por  Anastasia Potapova
- Polona Hercog → substituída por  Nao Hibino
- Kaia Kanepi → substituída por  Caroline Dolehide
- Anett Kontaveit → substituída por  Harriet Dart
- Barbora Krejčíková → substituída por  Danka Kovinić
- Ann Li → substituída por  Misaki Doi
- Jeļena Ostapenko → substituída por  Christina McHale
- Anastasia Pavlyuchenkova → substituída por  Tsvetana Pironkova
- Jessica Pegula → substituída por  Zarina Diyas
- Rebecca Peterson → substituída por  Renata Zarazúa
- Maria Sakkari → substituída por  Francesca Di Lorenzo
- Laura Siegemund → substituída por  Liudmila Samsonova
- Kateřina Siniaková → substituída por  Lauren Davis
- Jil Teichmann → substituída por  Madison Brengle
- Markéta Vondroušová → substituída por  Whitney Osuigwe
- Heather Watson → substituída por  Catherine McNally

- Garbiñe Muguruza
- Elena Rybakina

## Duplas

### Cabeças de chave
| Cabeça | Ranking1 | Equipe          | Equipe               |
| ------ | -------- | --------------- | -------------------- |
| 1      | 23       | Nicole Melichar | Demi Schuurs         |
| 2      | 30       | Tímea Babos     | Veronika Kudermetova |
| 3      | 39       | Xu Yifan        | Zhang Shuai          |
| 4      | 39       | Alexa Guarachi  | Desirae Krawczyk     |

- 1 Rankings de 22 de março de 2021.

### Outras entradas
As seguintes duplas receberam convites para a chave principal:
- Caroline Dolehide /  Emma Navarro

As seguintes duplas entraram na chave principal usando ranking protegido:
- Oksana Kalashnikova /  Alla Kudryavtseva
- Vania King /  Yaroslava Shvedova
- Ellen Perez /  Coco Vandeweghe

### Desistências
Antes do torneio
- Ashleigh Barty /  Storm Sanders → substituída por  Misaki Doi /  Nao Hibino
- Anna Blinkova /  Lucie Hradecká → substituída por  Oksana Kalashnikova /  Alla Kudryavtseva

Durante o torneio
- Tímea Babos /  Veronika Kudermetova
- Coco Gauff /  Catherine McNally

## Finais
| Categoria | Campeã(s)                    | Vice-campeã(s)                | Resultado | Chave(s)  | Chave(s)       |
| --------- | ---------------------------- | ----------------------------- | --------- | --------- | -------------- |
| Simples   | Veronika Kudermetova         | Danka Kovinić                 | 6–4, 6–2  | principal | qualificatório |
| Duplas    | Nicole Melichar Demi Schuurs | Marie Bouzková Lucie Hradecká | 6–2, 6–4  | principal | principal      |